# Z30 (駆逐艦)
Z30はドイツ海軍の駆逐艦。1936A型。

## 艦歴
1940年4月15日起工。同年12月8日進水。1941年11月15日就役。
1942年1月14日、潜水艦U216と衝突。3月、駆逐艦Z24、Z26などと共に重巡洋艦アドミラル・ヒッパーを護衛してトロンハイムへ向かった。6月、PQ17船団攻撃作戦に参加。9月4日から駆逐艦リヒャルト・バイツェン、Z29と共にカラ海峡での機雷敷設作戦に従事、24日からは重巡洋艦アドミラル・ヒッパー、駆逐艦3隻と共にノヴァヤゼムリャ沿岸への機雷敷設作戦に従事した。10月、駆逐艦リヒャルト・バイツェン、フリードリヒ・エッコルト、Z27と共に白海入り口へ機雷を敷設した。11月5日、重巡洋艦アドミラル・ヒッパー、駆逐艦リヒャルト・バイツェン、フリードリヒ・エッコルト、Z27と共にKaaフィヨルドから出撃、11月9日にアルタフィヨルドに帰還するまでにZ27がソ連船2隻を沈めた。12月、連合国のJW51B船団に対する攻撃作戦であるレーゲンボーゲン作戦に参加した。
1943年2月、駆逐艦リヒャルト・バイツェン、Z29と共に重巡洋艦アドミラル・ヒッパーと軽巡洋艦ケルンを護衛してノルウェー北部を離れドイツに戻った。
修理後、6月には北海で機雷敷設に従事し、9月には戦艦ティルピッツ、巡洋戦艦シャルンホルストなどと共にスピッツベルゲン島攻撃（ズィティリエン作戦）に参加した。この際、Z30は被弾し戦死者3名を出した。12月、巡洋戦艦シャルンホルストなどと共に出撃しJW55B船団の攻撃に向かったが、北岬沖海戦でシャルンホルストは撃沈され作戦は失敗に終わった。
1944年10月20日、船団護衛中にオスロフィヨルド入り口で触雷し損傷した。修理のため2月26日にオスロでドック入りしたが、修理は戦争終結時にも完了していなかった。
戦後イギリスに引き渡された。